# 雩田镇
雩田镇，是中华人民共和国江西省吉安市遂川县下辖的一个乡镇级行政单位。

## 行政区划
雩田镇下辖以下地区：
雩田社区、任溪村、长盛村、城溪村、加庄村、石下村、坊坑村、塘背村、下塘村、沿溪村、皋龙村、雩田村、新泽村、田心村、夏溪村、龙脑村、江背村、中洲村、盘溪村、村口村、堂境村、珊田村、茂园村、大饶村、横岭村、龙团村、雁林村和彭汾村。